# Tasstjärnen
Tasstjärnen är en sjö i Lindesbergs kommun och Ljusnarsbergs kommun i Västmanland och ingår i Norrströms huvudavrinningsområde. Sjön har en area på 0,0647 kvadratkilometer och ligger 264,9 meter över havet.

## Delavrinningsområde
Tasstjärnen ingår i det delavrinningsområde (664879-146776) som SMHI kallar för Utloppet av Stora Korslången. Medelhöjden är 283 meter över havet och ytan är 23,75 kvadratkilometer. Räknas de 3 avrinningsområdena uppströms in blir den ackumulerade arean 46,73 kvadratkilometer. Hedströmmen som avvattnar avrinningsområdet har biflödesordning 3, vilket innebär att vattnet flödar genom totalt 3 vattendrag innan det når havet efter 254 kilometer. Avrinningsområdet består mestadels av skog (74 procent). Avrinningsområdet har 4,19 kvadratkilometer vattenytor vilket ger det en sjöprocent på 17,6 procent.